# Hypoctonus formosus
Hypoctonus formosus är en spindeldjursart som först beskrevs av Butler 1872.  Hypoctonus formosus ingår i släktet Hypoctonus och familjen Thelyphonidae.

## Underarter
Arten delas in i följande underarter:
- H. f. formosus
- H. f. insularis